# 静岡貨物駅

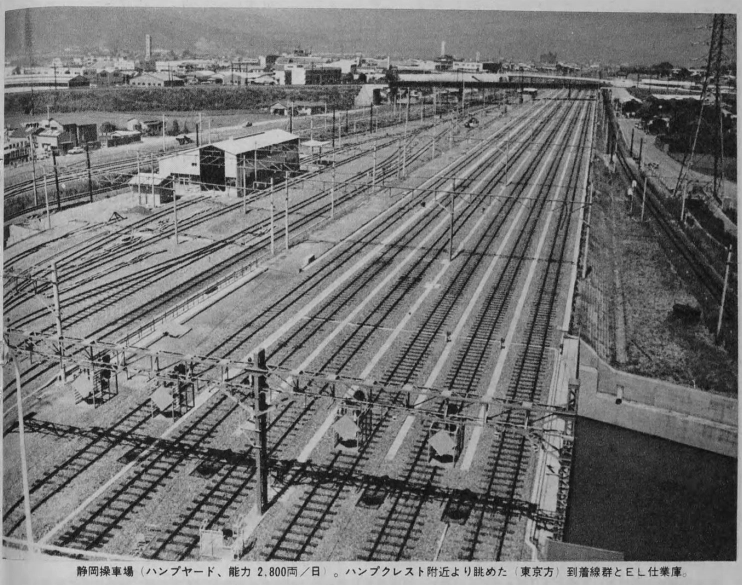
静岡操車場(1965年ごろ)

静岡貨物駅（しずおかかもつえき）は、静岡県静岡市駿河区池田字大黒坪に駅事務所を置く日本貨物鉄道（JR貨物）の貨物駅である。東海道本線草薙駅 - 東静岡駅間にある。
かつての東静岡駅（ひがししずおかえき）で、1993年に移転・改称し、着発線荷役方式（E&S方式）を導入する駅となった。

## 歴史
- 1962年（昭和37年）10月1日：静岡操車場開設[2]。
- 1967年（昭和42年）10月1日：駅に格上げ、静岡駅の貨物取扱業務を一部移管し東静岡駅として開業[2][3]。付属設備としての静岡操車場は残る。
- 1974年（昭和49年）10月1日：「荷貨一元化」により小荷物取扱開始[2]（一般駅となる）。
- 1978年（昭和53年）10月2日：小荷物取扱廃止（貨物駅に戻る）[2]。
- 1984年（昭和59年）2月1日：組成駅指定解除、貨物ヤードとしての役目を終える。
- 1987年（昭和62年）4月1日：国鉄分割民営化によりJR貨物の駅となる[2]。
- 1993年（平成5年）
  - 1月29日：静岡操車場の跡地に移転し、着発線荷役方式を採用した駅となる[1][4]。
    - 移転前は、現在の東静岡駅の北側に、4面5線の貨物ホームを有していた。

  - 3月18日：静岡貨物駅に改称[2][1]。
  - 12月：静岡貨物駅と東静岡機関区（乗務員基地・貨車検修基地）等を統合し、静岡総合鉄道部を設置[5]。

## 駅構造
すべての側線が上下本線の内側へ分岐しており、駅事務所などを除く設備は本線内側に存在する。着発線は下り線（東静岡方面）が1番線から4番線までの4本、上り線（草薙方面）が1番線から3番線までの3本。そのうち最も内側の下り4番線と上り3番線が着発荷役線となっている。コンテナホームは1面で、長さは450メートルほど。ホームの下を大谷川放水路が通る。
コンテナホームは駅構内の北東にあり、その南西端には仕分線が10本ほど存在する。さらに南西には貨車の検修庫、機関車の留置線と検修庫がある。また東海道新幹線の保線基地（静岡保線所）と地下の連絡線で直結している。この連絡線はかつて東静岡駅北口の敷地に存在した貨物ホームへの引き込み線の名残で、現在も新幹線の線路の北側に沿う形で長い引き上げ線の跡が存在する。現在もレール等の資材搬入の為に時折車両の入線がある。
コンテナホームの下り線を挟んだ南側には、トラックプールや営業窓口のJR貨物静岡営業所、静岡総合鉄道部の乗務員基地、保全基地の静岡メンテナンスステーションが入る駅舎がある。ホームとトラックプールは列車運行に支障がないよう地下通路で結ばれている。
本線上で列車を停止させて乗務員交代を行うことがあるため、上り線の草薙駅寄りと下り線の東静岡駅寄りにプレハブの乗務員待機室と、乗降用簡易プラットホームが設けられている。

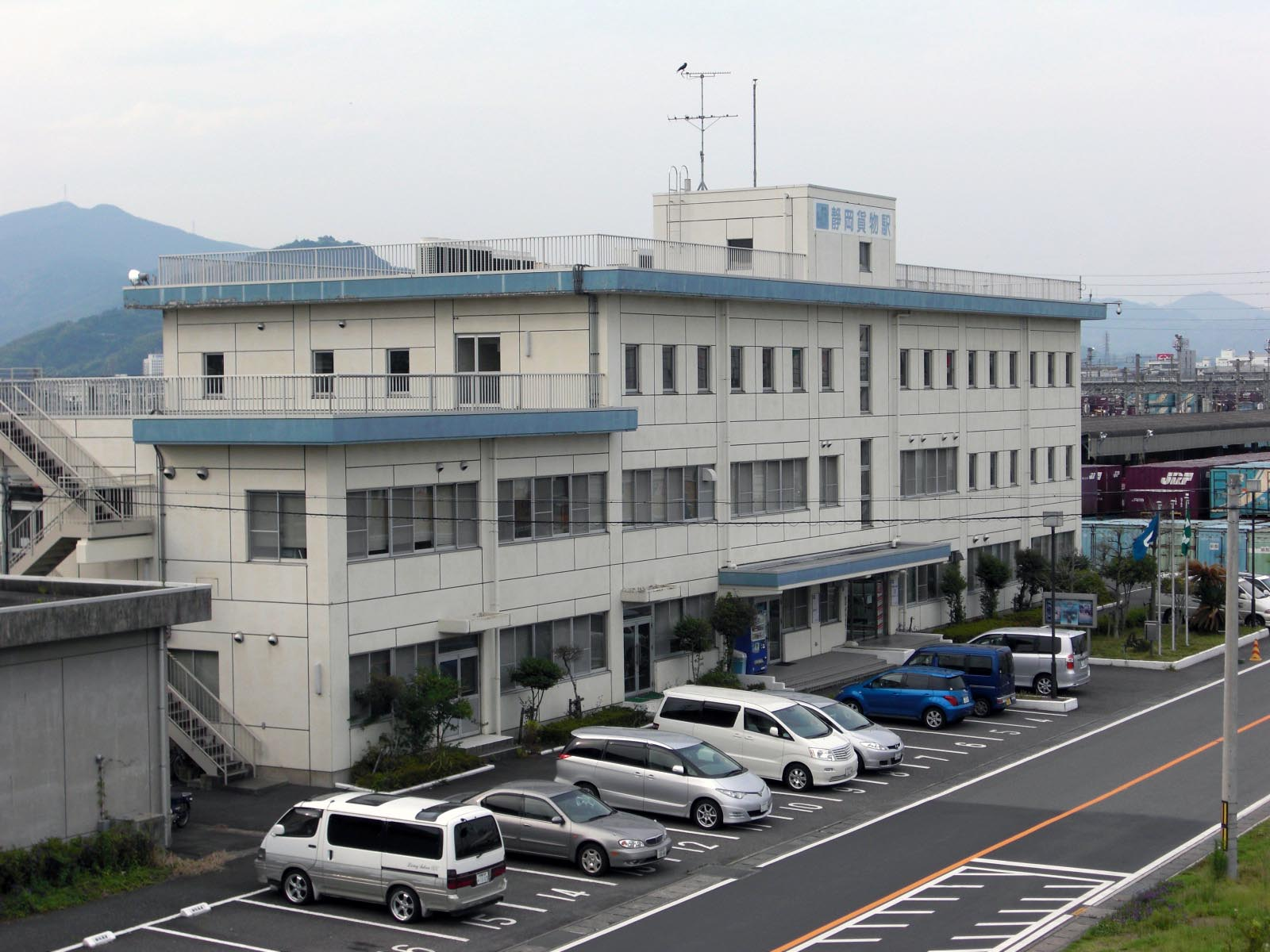
駅舎（2008年6月）
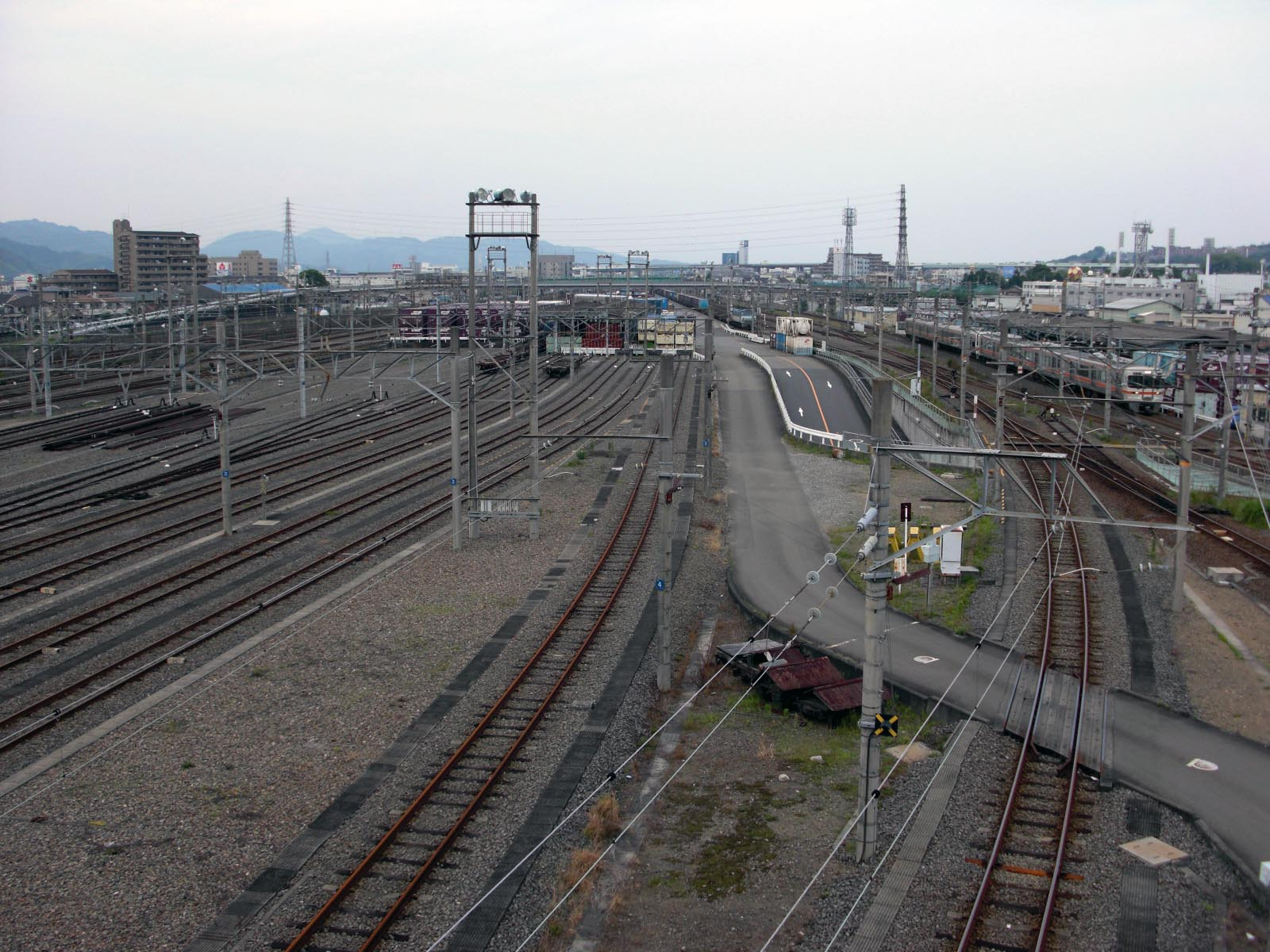
構内（2008年6月、長沼大橋から上り草薙駅方面を望む）

## 取扱う貨物の種類
- コンテナ貨物
  - 12 ftコンテナ、20 ft・30 ftの大型コンテナ、20 ftのISO規格海上コンテナを取り扱う。
- 車扱貨物
- 産業廃棄物・特別管理産業廃棄物の取扱許可を得ている。

## 貨物列車
以下は、2014年3月15日時点のものである。
- 1日につき下り10本、上り14本（特定曜日運休分含む）の高速貨物列車が停車し、荷役作業を行う。行先は、下りが吹田貨物ターミナル駅・百済貨物ターミナル駅・広島貨物ターミナル駅・福岡貨物ターミナル駅など、上りが東京貨物ターミナル駅・隅田川駅・仙台貨物ターミナル駅・札幌貨物ターミナル駅など。
- このほか、臨時の専用貨物列車が1往復設定されている。

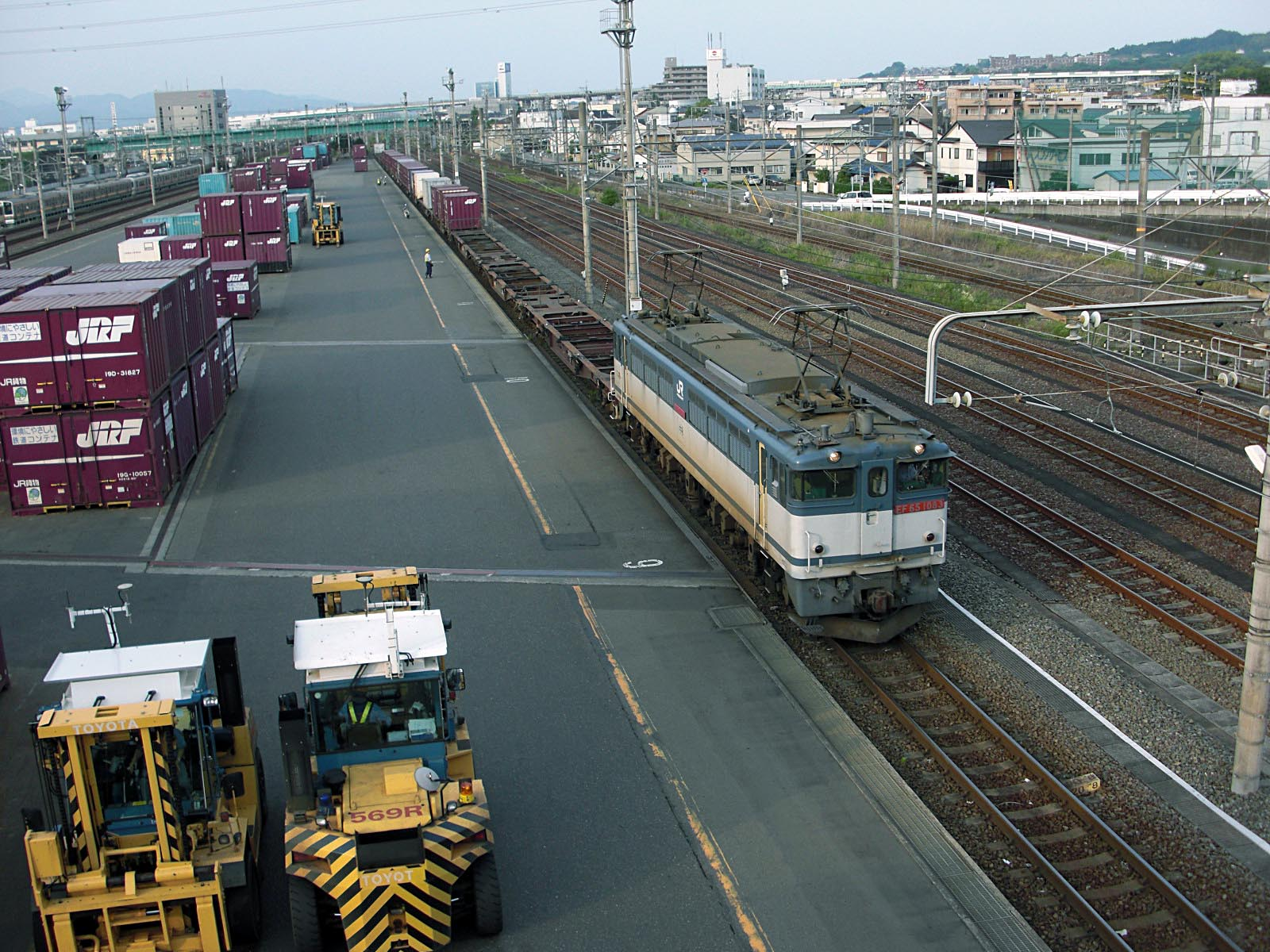
下り着発荷役線に入線する貨物列車（2008年6月）
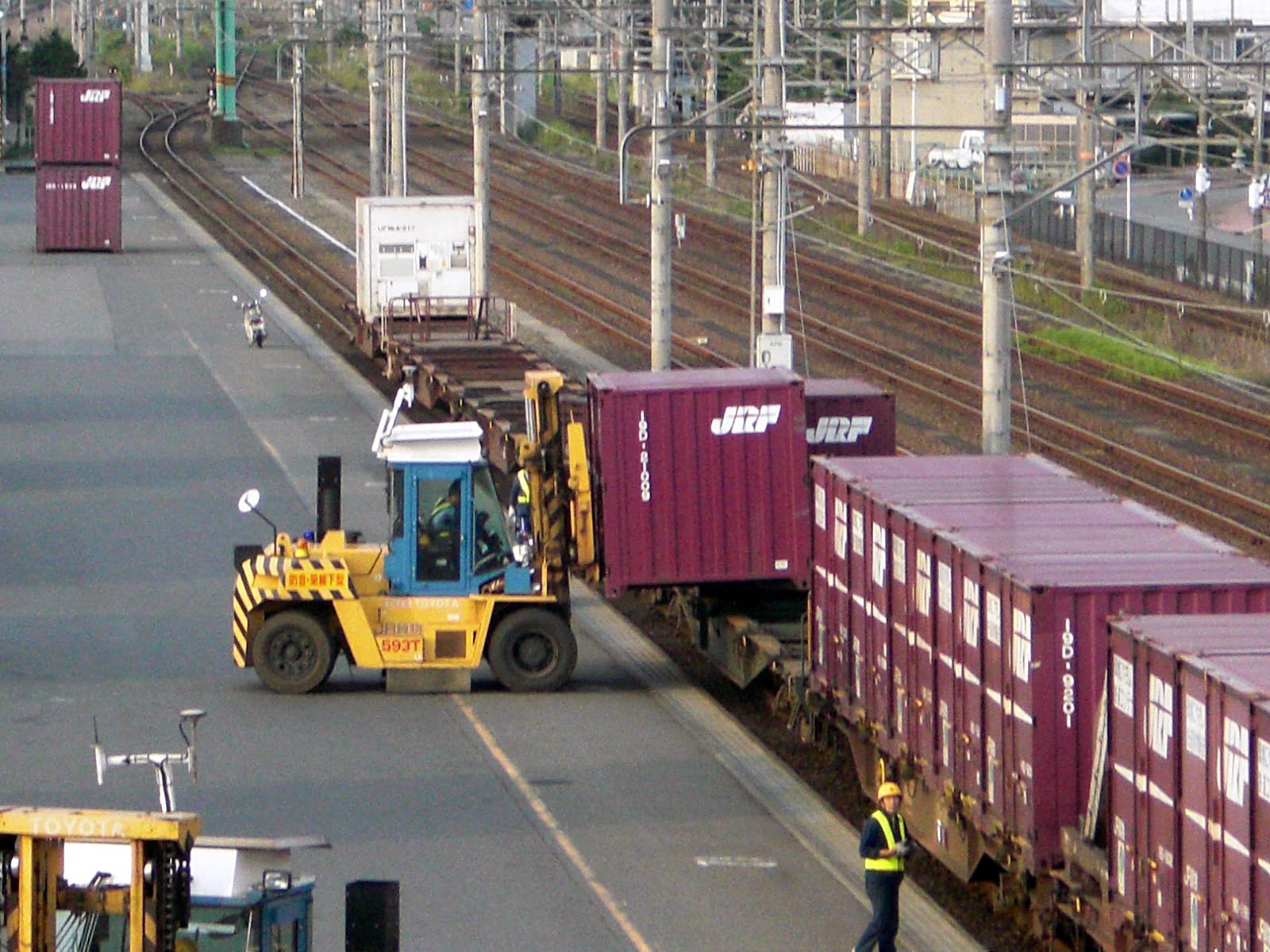
下り着発荷役線での荷役作業（2008年6月）

## 利用状況
「静岡市統計書」によると、2021年度（令和3年度）の発送貨物は203,484トン、到着貨物は101,225トンである。
2007年度（平成19年度）以降の貨物輸送推移は以下のとおりである。
| 貨物輸送推移（単位：t） | 貨物輸送推移（単位：t） | 貨物輸送推移（単位：t） | 貨物輸送推移（単位：t） | 貨物輸送推移（単位：t） | 貨物輸送推移（単位：t） |
| 年度                    | 発送貨物                | 発送貨物                | 到着貨物                | 到着貨物                | 出典                    |
| 年度                    | コンテナ                | 車扱                    | コンテナ                | 車扱                    | 出典                    |
| ----------------------- | ----------------------- | ----------------------- | ----------------------- | ----------------------- | ----------------------- |
| 2007年（平成19年）      | 271,124                 |                         | 192,374                 | 3,771                   | [ 8 ]                   |
| 2008年（平成20年）      | 245,391                 |                         | 165,972                 | 420                     | [ 8 ]                   |
| 2009年（平成21年）      | 226,860                 |                         | 145,357                 | 420                     | [ 8 ]                   |
| 2010年（平成22年）      | 235,516                 |                         | 147,463                 | 336                     | [ 8 ]                   |
| 2011年（平成23年）      | 212,730                 | 74                      | 129,356                 | 484                     | [ 8 ]                   |
| 2012年（平成24年）      | 225,263                 | 15                      | 135,127                 | 168                     | [ 9 ]                   |
| 2013年（平成25年）      | 248,211                 |                         | 135,658                 |                         | [ 9 ]                   |
| 2014年（平成26年）      | 243,444                 | 430                     | 134,415                 |                         | [ 9 ]                   |
| 2015年（平成27年）      | 264,412                 | 60                      | 142,993                 | 336                     | [ 9 ]                   |
| 2016年（平成28年）      | 258,943                 | 45                      | 135,359                 | 252                     | [ 9 ]                   |
| 2017年（平成29年）      | 273,025                 | 60                      | 134,100                 | 336                     | [ 7 ]                   |
| 2018年（平成30年）      | 249,506                 | 15                      | 132,645                 | 84                      | [ 7 ]                   |
| 2019年（令和元年）      | 251,467                 | 45                      | 116,888                 | 252                     | [ 7 ]                   |
| 2020年（令和02年）      | 219,874                 | 45                      | 106,089                 | 252                     | [ 7 ]                   |
| 2021年（令和03年）      | 203,439                 | 45                      | 100,973                 | 252                     | [ 7 ]                   |

## 駅周辺
- JR東海東静岡駅
- 静岡鉄道古庄駅（最寄り駅）
- 静岡県草薙総合運動場
- 静岡県道74号山脇大谷線
- 国道1号

## 登場した映画・テレビドラマ
- ビー・バップ・ハイスクール 高校与太郎音頭 - 1988年に元静岡機関区跡地で現在の上り荷役線付近においてロケ撮影を行なった。劇中にはEF65形電気機関車などが登場する。

## ヨ8000形貨車
- ヨ8000形の一部の車両の側面に「海セイ」という表記があるが、これは静岡貨物駅のことである。

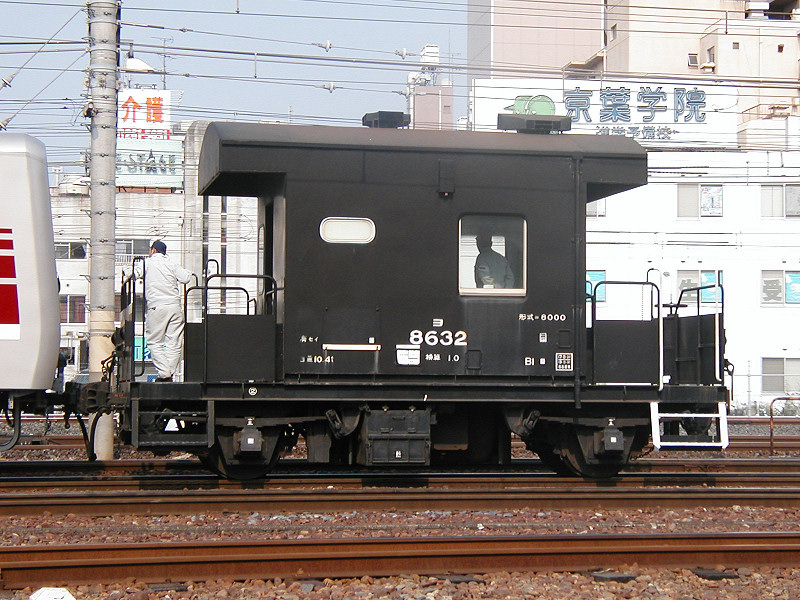
「海セイ」という表記があるヨ8000形（2005年、蘇我駅）

## 隣の駅
東海旅客鉄道（JR東海）
東海道本線
草薙駅 - 静岡貨物駅 - 東静岡駅